# Amt Lauenau

Karte des Amtes Lauenau (um 1820)

Das Amt Lauenau war ein historischer Verwaltungsbezirk im Fürstentum Calenberg bzw. Königreich Hannover mit Sitz in Lauenau.

## Geschichte
Die Burg Lauenau entstand um 1190 unter Heinrich dem Löwen als welfisches Bollwerk gegen die Grafen von Schaumburg, wurde aber 1364 als Pfand an die Schaumburger Grafen abgegeben (bis 1512). Das von dort verwaltete Amt gelangte erst mit dem Erlöschen des alten Grafenhauses 1640 endgültig zurück an die Welfen. 1859 wurde das Amt aufgehoben und mit dem Amt Springe vereinigt.

## Gemeinden
Das Amt Lauenau umfasste bei seiner Aufhebung folgende Gemeinden:
| - Altenhagen II - Bakede - Beber - Böbber - Egestorf | - Eimbeckhausen - Feggendorf - Hamelspringe - Hülsede - Lauenau | - Luttringhausen - Meinsen - Messenkamp - Milliehausen - Nettelrede | - Nienstedt - Pohle - Rohrsen - Schmarrie - Waltershagen |

- Karte mit allen verlinkten Seiten:
- OSM |
- WikiMap

## Amtmänner
- 1817: Georg Ernst Adolph von Hake, Drost
- 1818–1832: Christian von Zesterfleth, Oberamtmann
- 1833–1834: August Moritz Christian Knitter, Amtmann
- 1835: vakant
- 1836–1844: Heinrich Ferdinand von Voigt, 1. Beamter
- 1844–1859: Friedrich August Christoph Günther, Amtmann, ab 1856 Oberamtmann